# LDH (기업)
LDH는 일본의 연예 사무소이다.
사명은, Love, Dream, Happiness의 두문자.

## 개요
2003년 9월 18일, 모델 사무소 〈주식회사 스리 포인트〉와, EXILE의 초기 멤버가 세운 〈에그자일 엔터테인먼트 유한회사〉가 합병해 생긴 회사이다. 아티스트·탤런트의 매니지먼트 사무 이외에, 댄스 스쿨 경영 등이 실시되고 있다.

## 소속 아티스트
아티스트
- DEEP
- DOBERMAN INFINITY
- 시오노야 사야카
- Crystal Kay
- JAY'ED
- 미야타 사토시
- Leola
- m-flo

E-girls 그룹 & 솔로
- E-girls - 멤버 YURINO, 스다 안나, 야마구치 노노카, 카에데, 타케베 유즈나 소속그룹
- Happiness - 멤버 YURINO&스다 안나 소속그룹
- Flower
- 다카모토 아야(E-girls 크리에이티브 매니저)
- 나카시마 아미(솔로가수)
- DANCE EARTH PARTY(멤버:니시다 시즈카, EXILE멤버:우사미 요시히로&TETSUYA)
- 스단나유즈유리 - YURINO&스다 안나(Happiness멤버)/타케베 유즈나 (그외멤버)

EXILE 그룹
- EXILE
- THE SECOND from EXILE
- 3대째 J Soul Brothers from EXILE TRIBE
- GENERATIONS from EXILE TRIBE
- THE RAMPAGE from EXILE TRIBE
- SAMURIZE from EXILE TRIBE
- DANCE EARTH PARTY(멤버:니시다 시즈카, EXILE멤버:우사미 요시히로&TETSUYA)

Girls² 그룹
- Girls²
- Lucky²

송 라이터
- 오다케 마사토
- 마시코 타츠로
- 오모테 세이지
- 쿠도 카츠히로
- DJ KIRA
- 타나카 료스케
- SAKURA

보이스 트레이너
- 키무라 케이지
- 고다 키에코

코레오그래퍼
- PATO
- SEVA

## 소속 탤런트
여성 탤런트
- 사다 마유미
- 이와호리 세리
- 오오야 카나
- RIKACO
- 오토즈키 케이
- 미즈노 에리나
- 하세베 유
- 키도 아이리
- 키노 아키코
- 테일러 스즈키
- 사하라 모니카
- 마츠모토 리사

남성 탤런트
- 마키 다이스케
- 우사미 요시히로
- 마츠모토 토시오
- AKIRA
- 타치바나 켄치
- 쿠로키 케이지
- TETSUYA
- NAOTO
- NAOKI
- 오미야 타로
- 히라누마 노리히사
- 아마노 코세이
- 쿠로카와 쿄스케

극단 EXILE
- 아오야기 쇼
- 아키야마 신타로
- 오자와 유타
- 하루카와 쿄스케
- 스즈키 노부유키
- 마치다 케이타
- 오노즈카 하야토
- 노가에 슈헤이
- 야기 마사야스
- 사토 칸타

프로 서퍼
- 안젤라 마키 버넌
- 오가와 나오히사

격투가
- 타카야 히로유키
- 오카미 유신

퍼스널 트레이너
- 요시다 테루유키

각본가
- 카시다 쇼고
- 와타나베 케이

프로 배구 선수
- 쿠리하라 메구미

파쿠르 퍼포머
- ZEN